# Neoepitriptus inconstans
Neoepitriptus inconstans là một loài ruồi trong họ Asilidae. Neoepitriptus inconstans được Wiedemann miêu tả năm 1820.